# Čuvašská Wikipedie
Čuvašská Wikipedie (čuvašsky Чăваш Википедийĕ) je jazyková verze Wikipedie v čuvaštině. V lednu 2022 obsahovala přes 47 000 článků a pracovali pro ni 3 správci. Registrováno bylo přes 29 000 uživatelů, z nichž bylo asi 50 aktivních. V počtu článků byla 98. největší Wikipedie.